# Kulasekharapatnam
Kulasekharapatnam är en ort i Indien.   Den ligger i distriktet Thoothukkudi och delstaten Tamil Nadu, i den södra delen av landet, 2 300 km söder om huvudstaden New Delhi. Kulasekharapatnam ligger 8 meter över havet och antalet invånare är 12 010.
Terrängen runt Kulasekharapatnam är mycket platt. Havet är nära Kulasekharapatnam åt sydost.  Närmaste större samhälle är Tiruchchendur, 13,1 km nordost om Kulasekharapatnam.